# ヴィクトル・アドラー

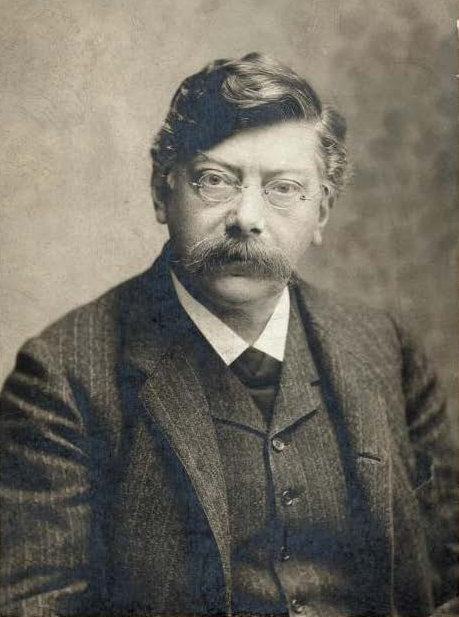
ヴィクトル・アドラー(1900年)

ヴィクトル・アドラー（Victor Adler、1852年6月24日 - 1918年11月11日）は、オーストリア（オーストリア＝ハンガリー帝国）の社会主義者・政治家・医師。

## 概要
もともとは自由主義的ナショナリストであったがその後社会主義に転向し、ともに結成に関わったオーストリア社会民主党と第二インターナショナルで指導的役割を務めた。

## 経歴

### 社会主義者になるまで
プラハでユダヤ系ドイツ人資産家の子として生まれる。ウィーン大学で医学・心理学を学び卒業後医師となった。自由主義の影響を受けて育ち、1882年にはドイツ民族主義運動のリンツ綱領の作成に関わった。その後工場監督官になることを志し、1883年ドイツ・イギリスへの労働事情の視察旅行に出発、その途上でカウツキー、エンゲルスおよびベーベルと親交を結び、彼らやマルクスの著作から思想的影響を受け社会主義者となり、1885年にはドイツ社会民主党に入党した。

### 社会民主党指導者として
当時のオーストリアの社会主義運動は分裂状態にあったが、1886年以降労働運動に関わるようになったアドラーは週刊紙『グライヒハイト』（Die Gleichheit / 平等）を創刊して対立していた2党派を統一、1888年12月から翌1889年1月にかけてのハインフェルト大会でオーストリア社会民主労働党（以下「オーストリア社会民主党」）を結成した。アドラーは同党党首となり、同年、『グライヒハイト』を改題して党機関紙『アルバイター・ツァイトゥング』を創刊して主筆に就任、バウアーら若い世代のオーストリア・マルクス主義の理論家を育てた。1899年のブリュン党大会では社会主義政党初の民族綱領とされるブリュン綱領の起草に関わり、1905年以降は帝国議会下院議員となった。また、1889年パリの国際労働者大会で社会主義者の国際組織として第二インターナショナルが創立されると、カウツキーとともに指導的な役割を担った。

### 第一次大戦勃発から急死まで

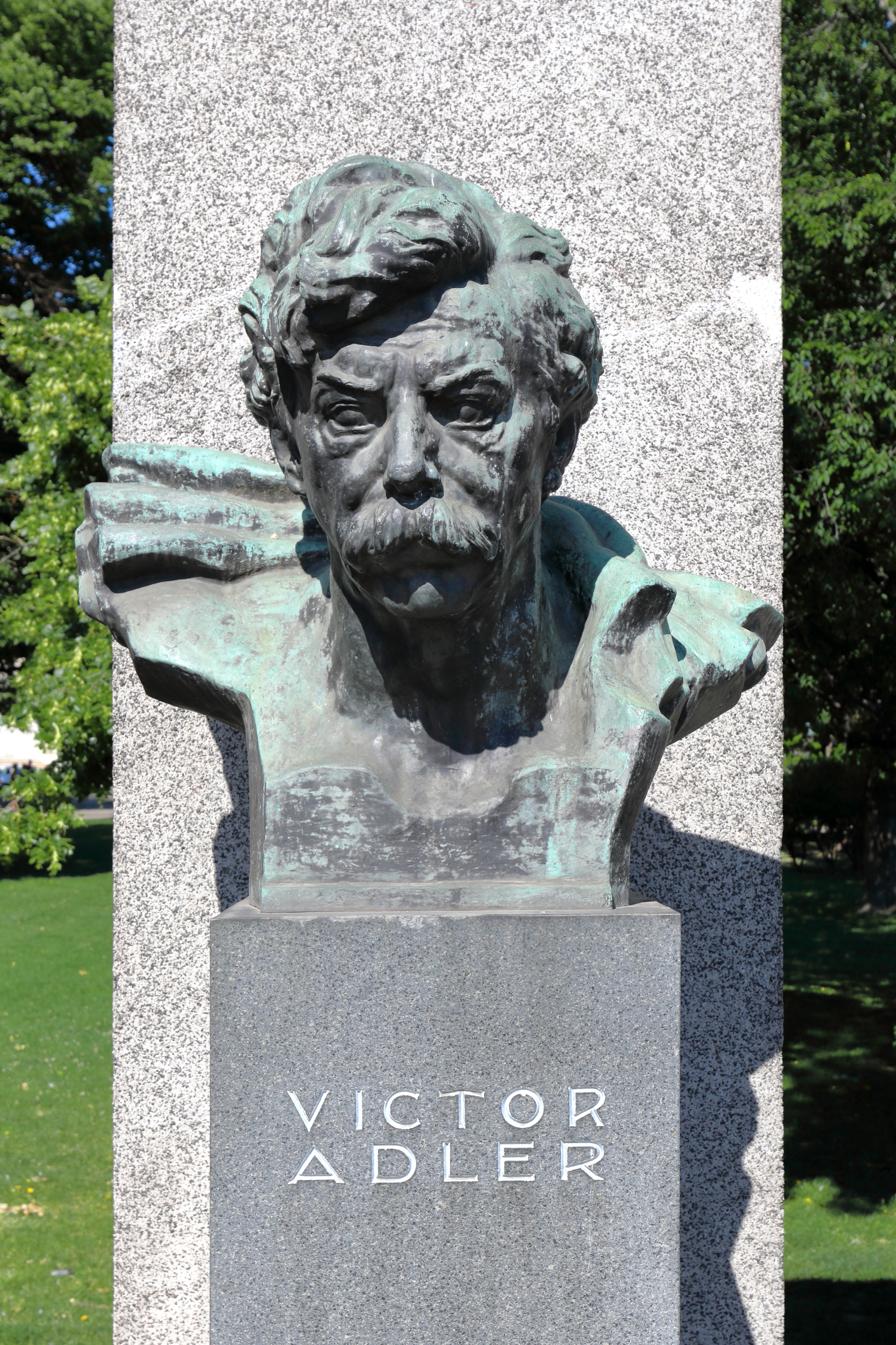
ウィーンにあるアドラーの胸像

1912年バーゼルで開催された国際社会主義者大会で、アドラーは「支配階級の戦争政策」に反対を唱えたが、1914年第一次世界大戦が勃発すると彼と社会民主党の主流派はオーストリアの参戦を「祖国防衛戦争」として支持する城内平和の立場をとり、党内少数派として戦争反対を主張する子のフリードリヒと対立した。しかしその一方で二重帝国領内で一時拘束されていたレーニンのスイス脱出を手助けし、また従軍中ロシアの捕虜となっていたバウアーの捕虜交換による帰国に尽力している。1918年10月、オーストリア革命により二重帝国が崩壊すると、アドラーは発足したレンナー内閣の外相に就任し、ドイツとの合邦政策に着手したが、インフルエンザに罹患し、在任のまま共和国成立宣言の前日ウィーンで急死した。